# Madison Hubbell
Madison L. Hubbell (* 24. Februar 1991 in Lansing, Michigan) ist eine ehemalige US-amerikanische Eistänzerin.

## Leben
Madison Hubbell ist die Tochter von Susan und Brad Hubbell. Sie hat zwei ältere Brüder, Zachary und Keiffer, mit dem sie von 2001 bis 2011 tanzte. Die US-Amerikanerin schloss 2009 die Laurel Springs High School ab und besuchte daraufhin das Owens Community College.
Die Geschwister starteten für den Lansing Skating Club. In der Saison 2006/07 debütierten die beiden auf der nationalen und internationalen Juniorenebene, wo sie sich auf Anhieb in den vorderen Rängen etablierten. 2007 siegten sie im Finale des „ISU Junior Grand Prix“; zwei Jahre später, 2009, belegten sie den zweiten Platz. Bei den Eiskunstlauf-Juniorenweltmeisterschaften 2008 erreichten sie den fünften Endrang.
2009 platzierten sich die Hubbells bei den US-Meisterschaften auf den vierten Rang, dieses Mal bereits in der Erwachsenen-Klasse. 2011 wechselte das Paar ihre Trainer: Pasquale Camerlengo und Anjelika Krylova ersetzten Yaroslava Nechaeva und Yuri Chesnichenko, die sie zehn Jahre lang betreut hatten. Am 12. Mai 2011 beendeten schließlich die beiden Geschwister ihre gemeinsame Eistanzkarriere, weil Keiffer mit Hüft- und Rückenproblemen zu kämpfen hatte und seine sportliche Zukunft ungewiss ließ. Madison machte deswegen mit Zachary Donohue weiter. Schon bei ihrem gemeinsamen Debüt gewannen sie die Nebelhorn Trophy, ein Sieg, den die beiden 2013 wiederholten.
Die nächsten Jahre verliefen für Hubbell überall erfolgreich: Sie belegte mit Donohue in den Jahren 2012, 2015, 2016 und 2017 jeweils den dritten Platz der US-Meisterschaften, bevor sie mit ihrem Tanzpartner 2018 nationaler Meister wurde. 2014 gewann sie außerdem die Vier-Kontinente-Meisterschaften.
Madison Hubbell qualifizierte sich erstmals mit Donohue für die Olympischen Winterspiele 2018 in Pyeongchang. Sie belegte im Kurzprogramm (mit einer persönlichen Bestleistung) den dritten Platz, nach der Kür reichte es noch für Rang vier im Endklassement.
Bei den Olympischen Winterspielen 2022 gewannen sie Bronze im Eistanz und eine Goldmedaille im Teamwettbewerb.
Nach dem Gewinn der Silbermedaille hinter Gabriella Papadakis und Guillaume Cizeron bei den Eiskunstlauf-Weltmeisterschaften 2022 in Montpellier beendeten Hubbell und Donohue ihre Karriere.
Seit 2025 tritt Madison Hubbell gemeinsam mit ihrer Freundin und früheren Trainingskollegin Gabriella Papadakis auf. Seine Premiere feiert das Eistanzpaar in der Schweizer Eisshow Art on Ice. Hubbell und Papadakis möchten damit zu einer Öffnung des Eistanzes für alle Paare unabhängig von Geschlecht und Identität beitragen, um die Disziplin vielfältiger und inklusiver zu machen.

## Ergebnisse
Zusammen mit Zachary Donohue:
| Meisterschaft / Jahr             | 2012  | 2013  | 2014  | 2015  | 2016  | 2017  | 2018  | 2019  | 2020  | 2021  | 2022  |
| -------------------------------- | ----- | ----- | ----- | ----- | ----- | ----- | ----- | ----- | ----- | ----- | ----- |
| Olympische Winterspiele          |       |       |       |       |       |       | 4.    |       |       |       | 3.    |
| Weltmeisterschaften              | 10.   |       |       | 10.   | 6.    | 9.    | 2.    | 3.    |       | 2.    | 2.    |
| Vier-Kontinente-Meisterschaften  | 5.    |       | 1.    |       | 4.    | 4.    |       | 4.    | 3.    |       |       |
| US-amerikanische Meisterschaften | 3.    | 4.    | 4.    | 3.    | 3.    | 3.    | 1.    | 1.    | 2.    | 1.    | 2.    |
| Grand-Prix-Wettbewerb / Saison   | 11/12 | 12/13 | 13/14 | 14/15 | 15/16 | 16/17 | 17/18 | 18/19 | 19/20 | 20/21 | 21/22 |
| Grand-Prix-Finale                |       |       |       |       | 6.    | 5.    | 4.    | 1.    | 3.    |       |       |
| Gran Premio d’Italia             |       |       |       |       |       |       |       |       |       |       | 2.    |
| NHK Trophy                       |       |       |       |       | 3.    |       | 2.    |       |       |       |       |
| Skate America                    | 6.    |       | 4.    |       |       | 2.    |       | 1.    | 1.    | 1.    | 1.    |
| Skate Canada                     |       | 5.    | 3.    | 3.    |       |       | 3.    | 1.    | 2.    |       |       |
| Trophée Eric Bompard             |       | 4.    |       | 3.    | 1.    | 2.    |       |       |       |       |       |
| Teamwettbewerb / Saison          | 11/12 | 12/13 | 13/14 | 14/15 | 15/16 | 16/17 | 17/18 | 18/19 | 19/20 | 20/21 | 21/22 |
| Olympische Winterspiele          |       |       |       |       |       |       |       |       |       |       | 1.    |
| World Team Trophy                |       |       |       |       |       |       |       | 1.    |       |       |       |